# Cobelavia
Compagnie Belge d'Aviation of Cobelavia was een Belgische vliegtuigbouwer. Opgericht in 1961 door André Delhamende en A. Neven in Herten (Belgisch Limburg).
De fabriek was opgericht om de onafgebouwde Tipsy Nippers alsnog af te bouwen en verkopen. Tipsy - of eigenlijk Avions Fairey, waar ze gebouwd werden - kon ze niet voltooien omdat de productielijnen bezet werden door de licentiebouw van de F-104 Starfighter. Al met al heeft Cobelavia achttien Nippers "gebouwd" onder de naam Cobelavia Nipper Mk.II D-158. Ook heeft men een nieuwe variant ontwikkeld met een nieuwe motor, de Nipper Mk. III. In 1965 verhuisde Cobelavia naar Gosselies en in 1966 werden de productierechten en alle onderdelen van de hand gedaan aan het speciaal opgerichte Nipper Aircraft in Groot-Brittannië.

## Vliegtuigtypes
- Nipper Mk.II D-158 (1961)

Sportvliegtuig, eenpersoons middendekker, eenmotorig propeller.
- Nipper Mk.III

Sportvliegtuig, eenpersoons middendekker, eenmotorig (Rollason Ardem Mk.X) propeller.